# Gastone Giacinti
Gastone Romeo Giacinti (Fossombrone, 5 dicembre 1945) è un ex calciatore italiano, di ruolo portiere.

## Carriera
Ha disputato 6 incontri del campionato di Serie A 1973-1974 con la maglia del Foggia, esordendo in massima serie il 3 febbraio 1974 in occasione del pareggio interno con la Juventus.
Ha inoltre totalizzato 22 presenze in Serie B nelle file di Cesena e Foggia, ottenendo la promozione in serie A coi rossoneri pugliesi nella stagione 1972-1973.
Ha un nipote(Samuele Ceccarelli) che nel 2023 ai campionati europei indoor di Istanbul si è laureato campione europeo nella distanza dei 60 metri.

## Palmarès
- Campionato italiano Serie D: 1

Forlì: 1967-1968 (girone D)
- Coppa Italia Semiprofessionisti: 1

Arezzo: 1980-1981 (girone B)
- Coppa Italia serie D

Montevarchi: 1984
- Campionato italiano Serie C1: 1

Arezzo: 1981-1982